# Su Kim
Su Kim (* 20. Jahrhundert) ist eine koreanisch-US-amerikanische Filmproduzentin mit dem Schwerpunkt auf Dokumentationen.

## Leben
Kim tritt seit Mitte der 2000er Jahre als Produzentin in Erscheinung, ihr Schaffen umfasst mehr als 15 Produktionen. Ihre Arbeit wurde u. a. finanziell unterstützt von ITVS, dem Sundance Documentary Fund, dem Tribeca Film Institute und dem California Humanities Council. 2015 war sie ein Sundance Fellow. Ferner erhielt sie eine CPB/PBS Producers Workshop Scholarship.
Für den Film Hale County, Tag für Tag, der das Leben von Afroamerikaner in Hale County, Alabama darstellt, war sie bei der Oscarverleihung 2019 gemeinsam mit RaMell Ross und Joslyn Barnes für den Oscar in der Kategorie Bester Dokumentarfilm nominiert. Der Film feierte seine Premiere beim Sundance Film Festival 2018 und wurde dort mit U.S. Documentary Special Jury Award for Creative Vision ausgezeichnet. Ferner gewann sie bei den  Cinema Eye Honors Awards und erhielten einen Gotham Award. Für Midnight Traveler war sie 2019 zwei Mal für den Gotham Award nominiert.
Kim lebt in New York City.

## Filmografie (Auswahl)
- 2009: Kimjongilia
- 2011: Adama
- 2014: Sound of Redemption: The Frank Morgan Story
- 2018: Hale County, Tag für Tag (Hale County This Morning, This Evening)
- 2019: Easter Snap
- 2019: Midnight Traveler